# Litarachna marshalli
Litarachna marshalli is een mijtensoort uit de familie van de Pontarachnidae. De wetenschappelijke naam van de soort is voor het eerst geldig gepubliceerd in 2002 door Wiles, Chatterjee & De Troch.